# Rio Bucureasa Mare
O Rio Bucureasa Mare é um rio da Romênia afluente do Rio Lotru, localizado no distrito de Vâlcea.